# Scaptodrosophila louisae
Scaptodrosophila louisae är en tvåvingeart som först beskrevs av Michael J. Parsons och Bock 1977.  Scaptodrosophila louisae ingår i släktet Scaptodrosophila och familjen daggflugor. Inga underarter finns listade i Catalogue of Life.